# Yuto Uchida
Yuto Uchida (内田 裕斗 Uchida Yuto?), född 29 april 1995 i Osaka prefektur, är en japansk fotbollsspelare.
Uchida började sin karriär 2014 i Gamba Osaka. 2015 flyttade han till Tokushima Vortis. Han spelade 141 ligamatcher för klubben. 2020 flyttade han till Sagan Tosu.